# Barbu arlequin
Psilopogon mystacophanos
Espèce
Statut de conservation UICN

 NT  : Quasi menacé
Le Barbu arlequin (Psilopogon mystacophanos, anciennement Megalaima mystacophanos) est une espèce d'oiseaux de la famille des Megalaimidae, dont l'aire de répartition s'étend de la Birmanie, à la Thaïlande, la Malaisie, à Singapour et Brunei et à l'Indonésie. On l'appelle également barbu à tête vive.

## Description
Le mâle du Barbu arlequin a le front jaune vif et la gorge cramoisie tandis que la femelle a le front et la gorge bleu verdâtre.
On le surnomme « le chaudronnier » car sa voix a une tonalité métallique.
Cette espèce est quasi menacée par le fait de l'abattage intensif des forêts constituant son habitat naturel. Elle est d'ailleurs disparue de Singapour.

## Régime alimentaire
Le Barbu arlequin se nourrit principalement de fruits mais aussi d'insectes. On peut également le rencontrer occasionnellement dans les plantations de caoutchouc.

## Reproduction et nidification
Le nid est creusé avec le bec dans un tronc d'arbre pourri.
Le mâle et la femelle se relayent pour couver les œufs.